# Спиридонов, Александр Фёдорович
Александр Фёдорович Спиридонов (1821—1867) — военный инженер, генерал-майор, участник Туркестанских и Кавказских походов.

## Биография
Родился в 1821 году. На службу вступил в кондукторскую роту Главного инженерного училища кондуктором в 1836 году. В 1838 году был произведён в полевые инженер-прапорщики и служил в инженерах 5-го пехотного корпуса.
В 1841 году был командирован на Кавказ и принимал участие в походах против горцев. В 1849 году находился в Венгерском походе и был в делах в Трансильвании.
С началом Восточной войны находился при осаде Силистрии и за отличие был произведён в майоры. 26 ноября 1855 года был награждён орденом св. Георгия 4-й степени (№ 9837 по списку Григоровича — Степанова).
В 1860 году определён для особых поручений при начальнике инженеров 1-й армии, а затем был командирован в Туркестан, где был в сражении с бухарцами при Ирджаре и взятии Джизака. В 1867 году произведён в генерал-майоры и назначен начальником инженеров Туркестанского военного округа.
Умер 3 ноября 1867 года в Ташкенте.